# Micropsectra paralaccophilus
Micropsectra paralaccophilus är en tvåvingeart som beskrevs av Gilka och Paasivirta 2008. Micropsectra paralaccophilus ingår i släktet Micropsectra och familjen fjädermyggor.
Artens utbredningsområde är Finland. Inga underarter finns listade i Catalogue of Life.